# 蘭博冰原島峰
83°57′S 66°20′W / 83.950°S 66.333°W
蘭博冰原島峰（英語：Rambo Nunataks）是南極洲的冰原島峰，位於伊利沙伯女皇地，處於帕圖克森特山脈西北面，屬於彭薩科拉山脈的一部分，根據美國地質調查局的測量和美國海軍的空中照片被繪入地圖。